# Örvös fojtógébics
Az örvös fojtógébics (Cracticus torquatus)  a madarak osztályának a verébalakúak (Passeriformes) rendjébe tartozó fojtógébicsfélék (Cracticidae) családjának egyik faja. Ausztráliában őshonos, ahol számos különböző élőhelyen előfordulhat, beleértve a száraz, félszáraz és mérsékelt égövi övezeteket. Ugyanakkor hiányzik Ausztrália középső részeinek sivatagjaiból és Észak-Ausztrália monszuntrópusaiból.
Hangja jellegzetes, fuvolázó dallamok és rikoltások egyvelege; hasonlít közeli rokona, az ausztrál szarka néven is ismert feketehátú fuvolázómadár (Gymnorhina tibicen) énekéhez, de nem annyira változatos. Az említett fajhoz hasonlóan jól alkalmazkodik a városi élethez, a legnagyobb ausztrál városok külvárosaiban, nagyobb parkjaiban is lehet vele találkozni. Ragadozó, táplálékát főleg kisebb gerinces állatok, köztük más madarak alkotják.

## Megjelenése
Az örvös fojtógébics 27-30 centiméteres testhosszú, 37-43 centiméteres szárnyfesztávolságú, körülbelül 90 gramm tömegű madár, tollazatára a fekete, fehér és szürke színek a jellemzőek. A felnőtt példányok fejteteje, tarkója és pofája fekete, háta és szárnya sötétszürke, fehér sávokkal; faroktollaik feketék, de a végeik fehér színűek. Mellük és hasuk világosabb szürke, a nyak oldalán pedig keskeny fehér sáv húzódik, erről kapta a faj a nevét. Csőrük erőteljes, s a felső csőrkáva lehajló kampóban végződik.
A hímek és a tojók a megjelenésüket illetően alig különböznek, a tojók általában valamivel kisebbek a hímeknél. A fiatal példányok hasonlítanak az öregekhez, de tollazatuk színezetéből még hiányzik a fekete, fejük sötétbarna és egyéb testtájaik is kissé barnásabbak a felnőttekéihez képest. Az egész csőrük sötétszürke, s a hegyükön a kampó még nem mindig észrevehető. E tulajdonságaik miatt a fiatalokat gyakran összetévesztik szürke színű jégmadárféle fajokkal.

## Szaporodása, élőhelye

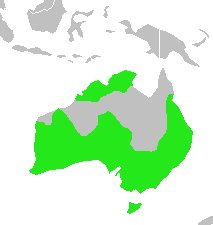
Elterjedési térképe

Az örvös fojtógébics általában párokban él, a pár mindkét tagja erősen territoriális, területtartó és -védő viselkedést tanúsít, lényegében az egész évben, de különösen költési időszakban, júliustól januárig. A tojásokat a tojó kelti ki, de a fiókák neveléséből mindkét szülő kiveszi a részét. A kosár formájú, sekély fészket a faj kisebb ágakból, gallyakból építi meg, melyeket fűszálakkal és egyéb rostokkal is igyekszik összeszőni. A fészek legfeljebb 10 méteres magasságban helyezkedik el a talajtól.
Élőhely tekintetében a faj nem különösebben válogatós, előfordul eukaliptuszerdőkben, akáciás bozótosokban, esőerdőkben, partközeli növénytársulásokban, sőt városi környezetben is. Kedvenc élőhelyei ezzel együtt a kontinens belsőbb részein található, sűrűbb erdőségek.

## Életmódja, táplálkozása
Étrendjén gerinctelen állatok − főleg rovarok −, kisebb gerincesek − gyíkok, kisebb madarak, madárfiókák, kisemlősök −, továbbá ritkán gyümölcsfélék és magvak is szerepelnek. Az óvilági gébicsekhez hasonlóan ennek a fajnak is szokása, hogy amit az elejtett zsákmányból nem tud egyszerre elfogyasztani, azt elraktározza, tövisekre felnyársalva vagy arra alkalmas ágvillákba beszorítva.
Zsákmányát általában alacsony ágakon üldögélve lesi ki, majd ráveti magát, de kisebb madarakat, rovarokat akár röptükben is elkap. Szokása az is, hogy lesből, hátulról csapjon le a földön táplálékot keresgélő madarakra. Egyedül, párban vagy kisebb családi csapatokban táplálkozik.

## Rendszerezése
A tudomány számára először John Latham angol ornitológus írta le 1801-ben, aki az óvilági gébicsfélék (Laniidae) közé sorolta be és a Lanius torquatus nevet adta neki. A Cracticus madárnemet, amelybe a ma elfogadott rendszertan szerint a faj tartozik, Louis Pierre Vieillot 1816-ban írta le. A nemhez jelenleg hat fajt sorolnak, ezek egy részét korábban az örvös fojtógébics alfajának tekintették, de később önálló fajoknak minősítették őket.
A fajnak három alfaja van: a C. t. leucopterus, mely az egész ausztrál kontinensen széles körben elterjedt, a C. t. torquatus, mely Ausztrália délkeleti részén fordul elő, illetve a C. t. cinereus, melynek előfordulási területe Tasmániára korlátozódik.

## Képgaléria

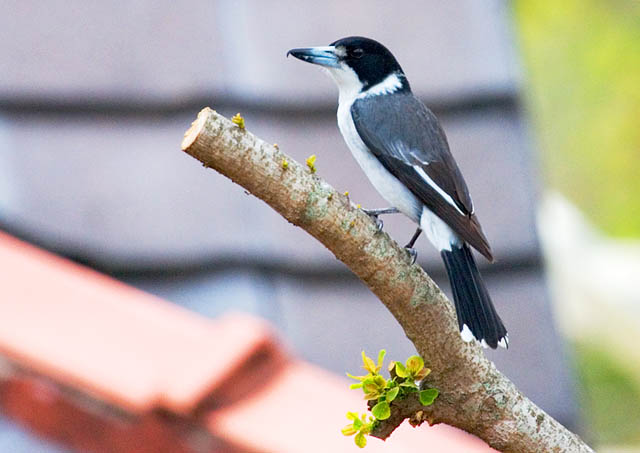
Városi környezetben
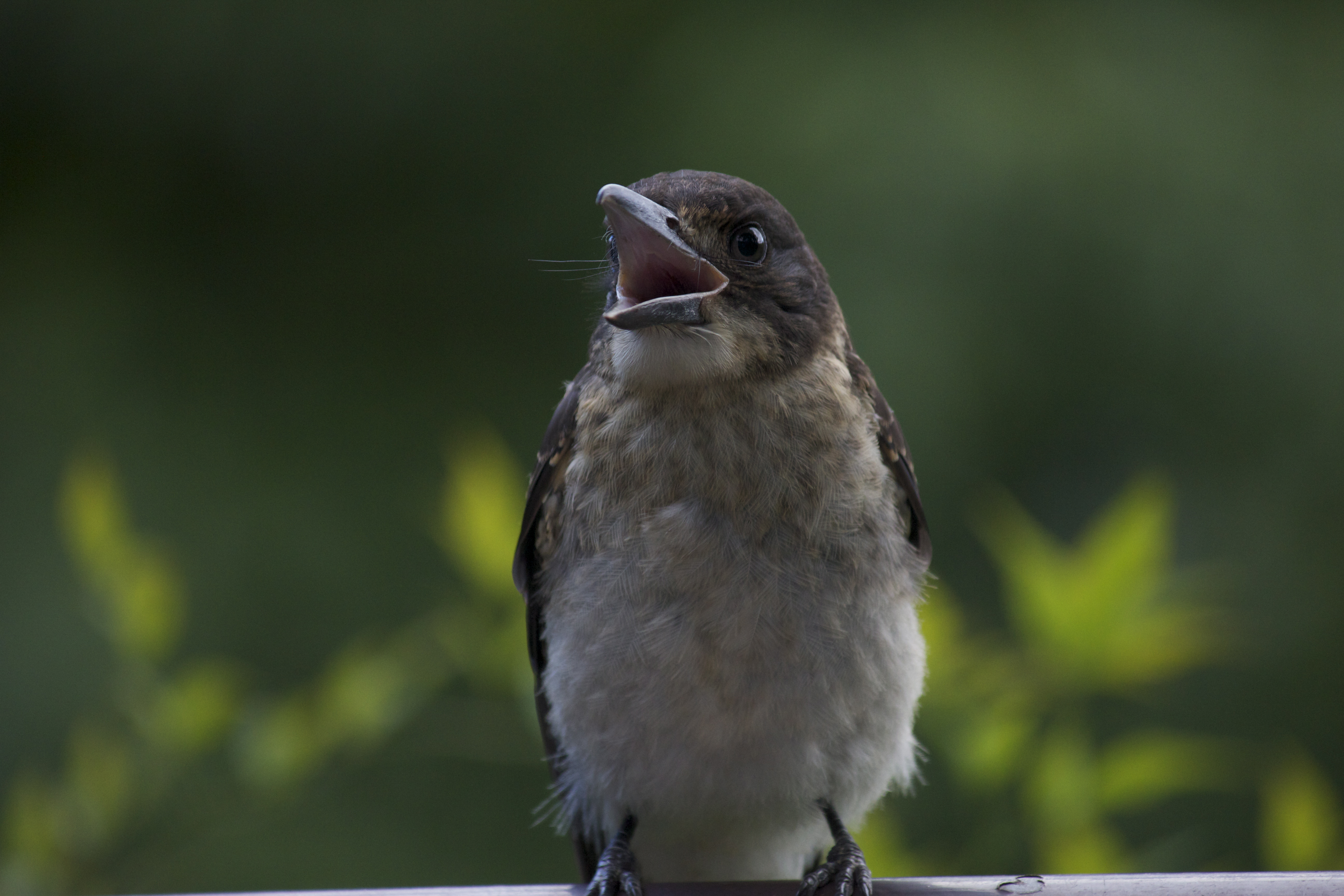
Portré
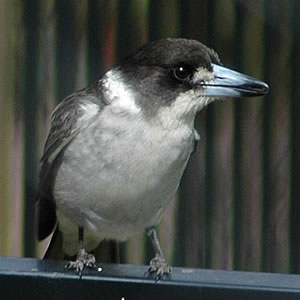
Közelkép
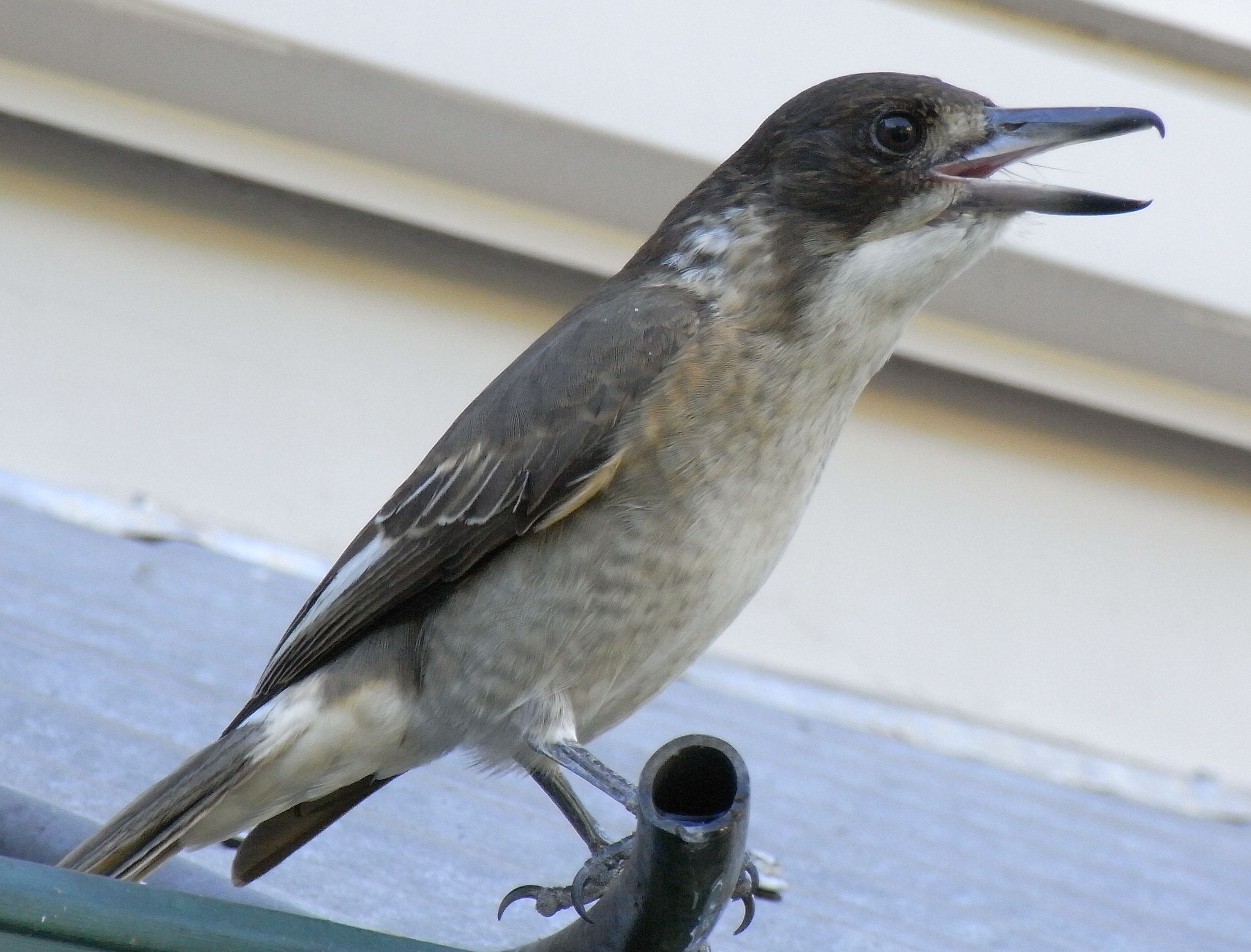
Fiatal
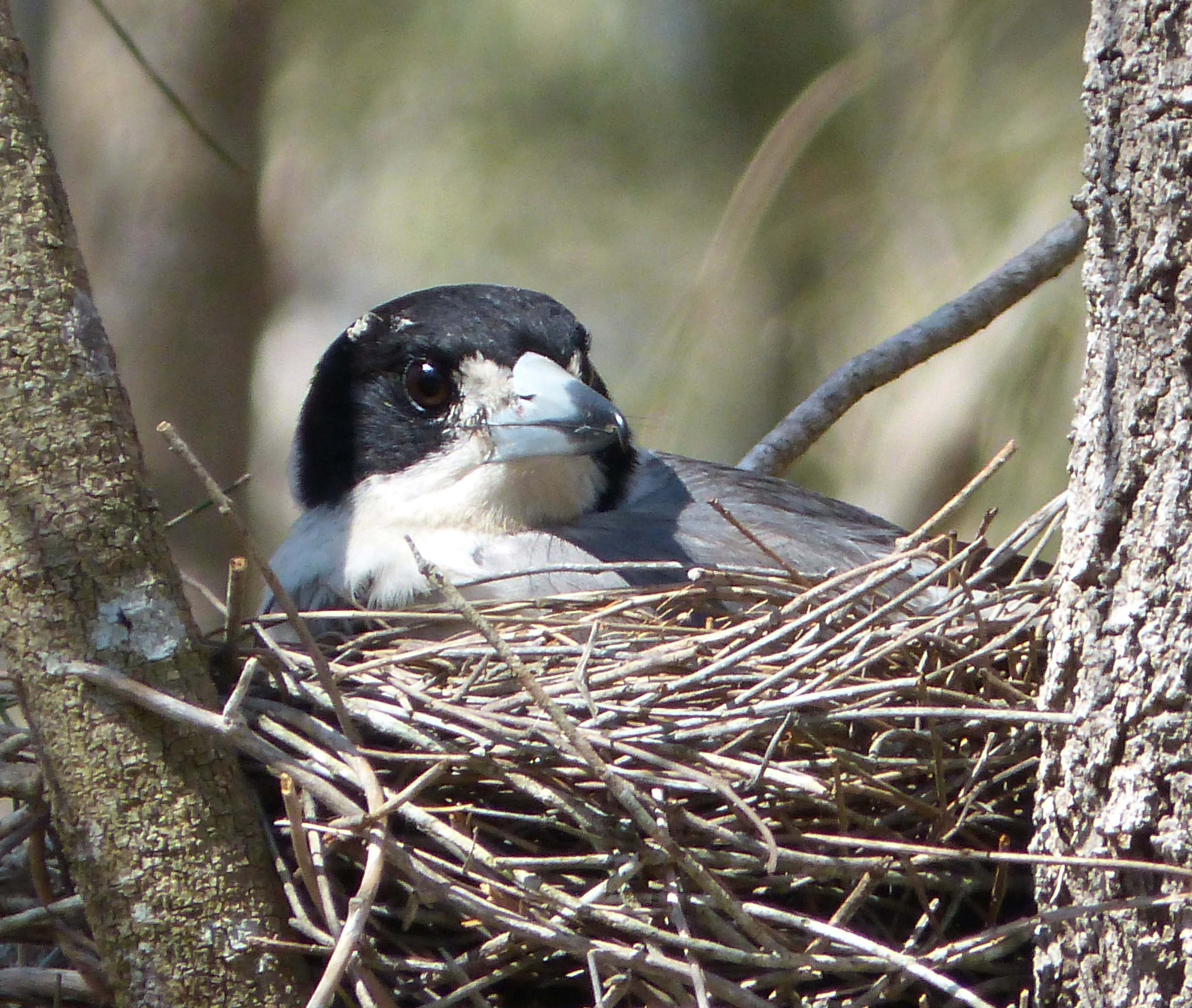
Fészken ülve
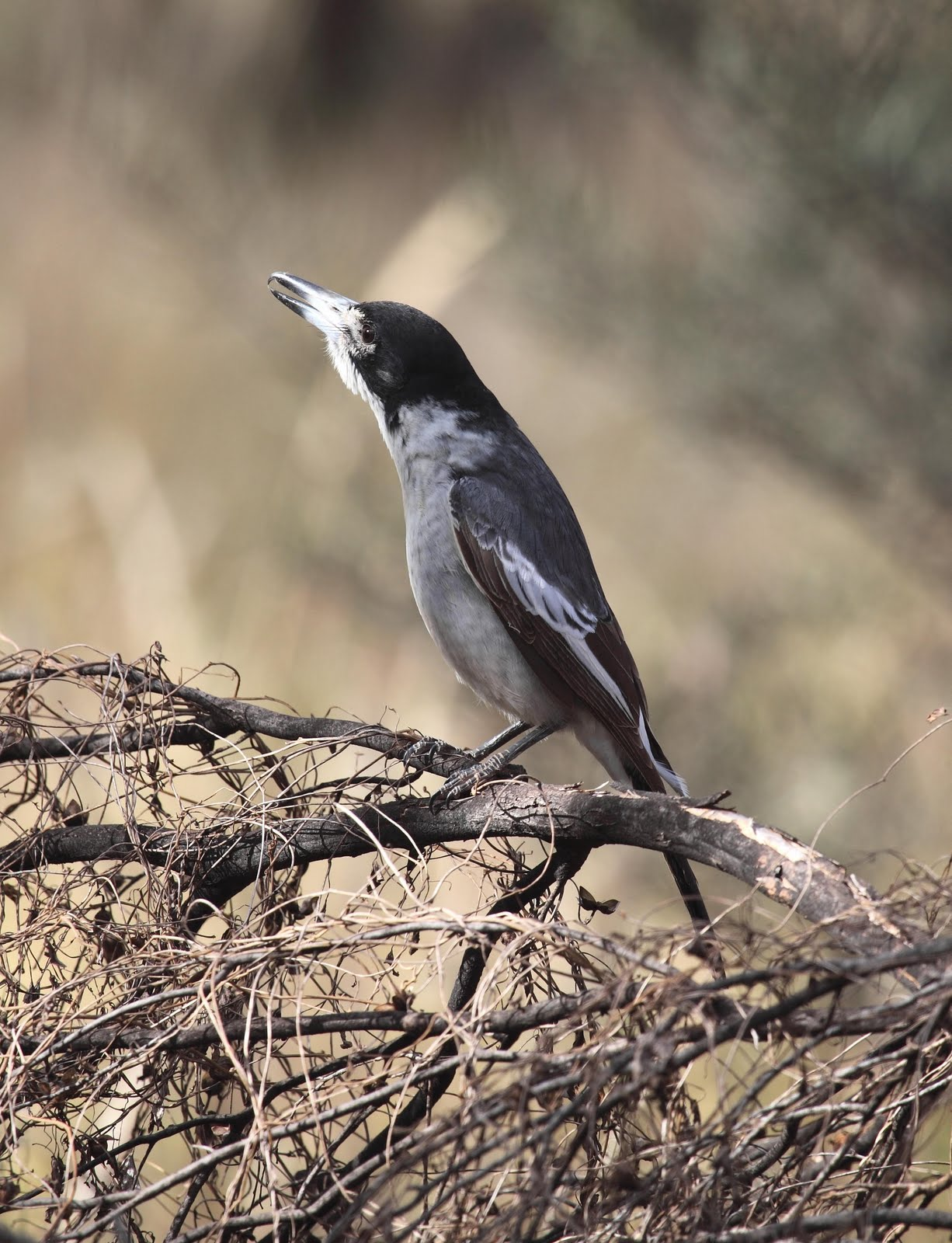
Éneklő példány

## Fordítás
Ez a szócikk részben vagy egészben  a   Grey butcherbird című angol Wikipédia-szócikk fordításán alapul.  Az eredeti cikk szerkesztőit annak laptörténete sorolja fel. Ez a jelzés csupán a megfogalmazás eredetét és a szerzői jogokat jelzi, nem szolgál a cikkben szereplő információk forrásmegjelöléseként.